# Jasper (Florida)
Jasper és una població dels Estats Units, seu del comtat de Hamilton, a l'estat de Florida. Segons el cens del 2000 tenia 1.780 habitants.

## Demografia
Segons el cens del 2000, Jasper tenia 1.780 habitants, 742 habitatges, i 488 famílies. La densitat de població era de 352,4 habitants/km².
Dels 742 habitatges en un 28,4% hi vivien nens de menys de 18 anys, en un 37,7% hi vivien parelles casades, en un 23,5% dones solteres, i en un 34,2% no eren unitats familiars. En el 31,5% dels habitatges hi vivien persones soles el 15% de les quals corresponia a persones de 65 anys o més que vivien soles. El nombre mitjà de persones vivint en cada habitatge era de 2,4 i el nombre mitjà de persones que vivien en cada família era de 3,01.
Per edats la població es repartia de la següent manera: un 29,3% tenia menys de 18 anys, un 8,3% entre 18 i 24, un 23,3% entre 25 i 44, un 22,5% de 45 a 60 i un 16,6% 65 anys o més.
L'edat mediana era de 35 anys. Per cada 100 dones de 18 o més anys hi havia 69,5 homes.
La renda mediana per habitatge era de 19.018 $ i la renda mediana per família de 23.664 $. Els homes tenien una renda mediana de 30.938 $ mentre que les dones 17.244 $. La renda per capita de la població era de 12.844 $. Entorn del 30,5% de les famílies i el 37,4% de la població estaven per davall del llindar de pobresa.

## Poblacions més properes
El següent diagrama mostra les poblacions més properes.